# Терезе Торгерссон
Терезе Торгерссон  (швед. Therese Torgersson, 28 березня 1976) — шведська яхтсменка, олімпійська медалістка.

## Виступи на Олімпіадах
| Олімпіада   | Дисципліна | Місце |
| ----------- | ---------- | ----- |
| Сідней 2000 | Лазер      | 22    |
| Афіни 2004  | Клас 470   | 3     |
| Пекін 2008  | Клас 470   | 15    |

## Зовнішні посилання
- Досьє на sport.references.com [Архівовано 4 лютого 2013 у Wayback Machine.]